# Mikóháza
Mikóháza là một thị trấn thuộc hạt Borsod-Abaúj-Zemplén, Hungary. Thị trấn này có diện tích 16,92 km², dân số năm 2010 là 574 người, mật độ 34 người/km².